# Tuning

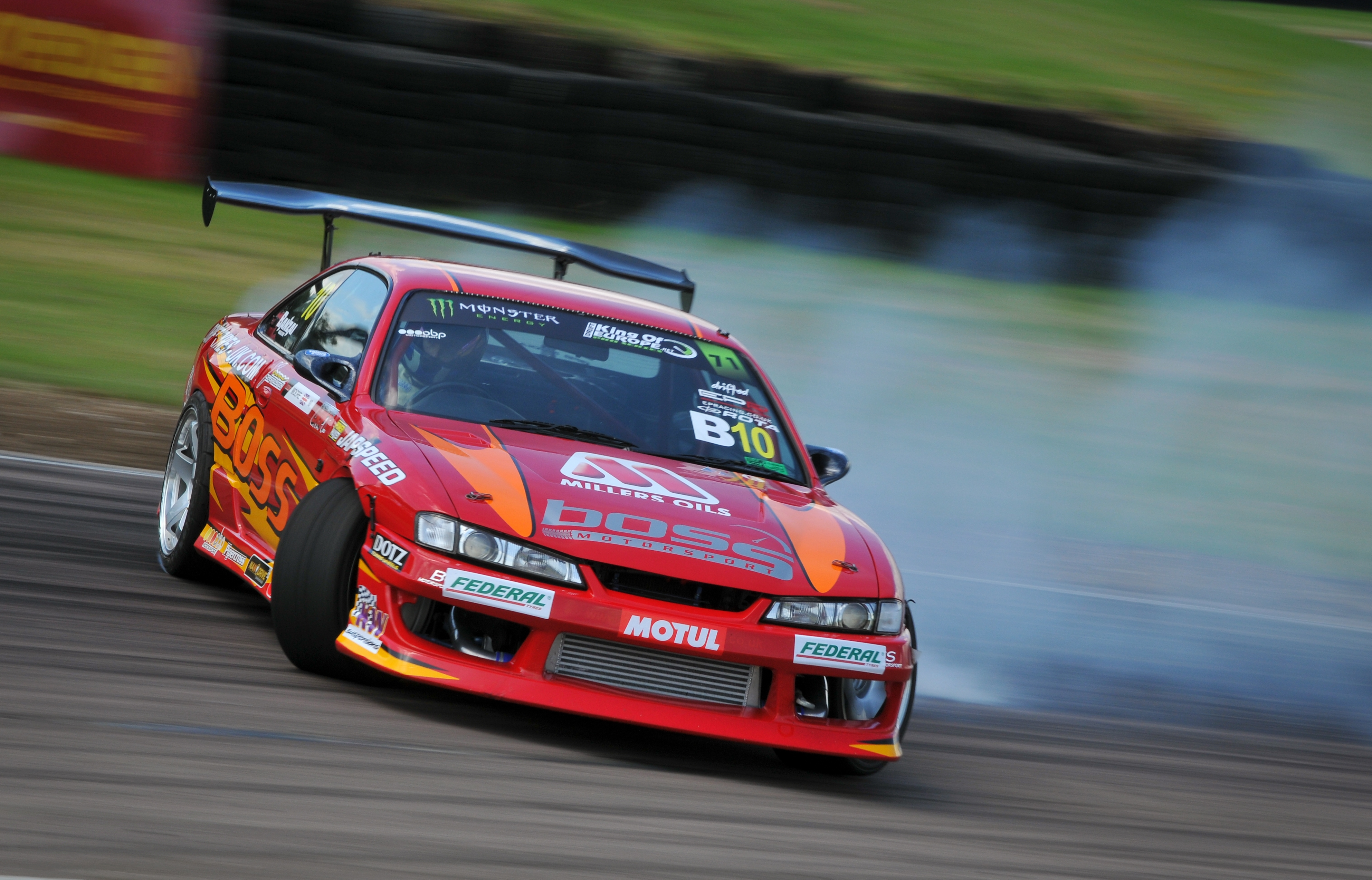
Um Nissan Silvia modificado para drifting

Tuning (do ingles: "otimização", "personalização") ou  car tuning  (otimização/personalização de carro) é um passatempo que consiste em alterar as características de facto de um automóvel a um nível de personalização extrema, imprimindo no automóvel um pouco da personalidade do dono; muito usado para agregar valor desportivo aos carros, tornando-se a arte de personalizar e equipar o carro com mais performance, segurança, beleza, tornando-o um modelo único com equipamentos exclusivos. Sendo aplicável a todos os componentes do automóvel: rodas, pneus, suspensão, alterações no motor, interior, carroçaria, tubos de escape, áudio. Há quem gaste um valor acima do preço do carro em peças e acessórios (como pára-choques, asas, saias, neon, sistemas de óxido nitroso. Em Portugal, o termo 'quitar' é regularmente utilizado para se referir a este tipo de alterações. 
Normalmente estas alterações inspiram-se na competição, tendo os campeonatos de Super Turismo Europeu e Stock car, contribuindo significativamente para a disseminação do Tuning à nível mundial. Lançado em 2001, o filme "Velozes e Furiosos", desencadeou essa tendência pelo mundo inteiro.
NNTuning: Definição de condutor de grande qualidade, capaz de obter excelentes performances na sua condução.

## História
Tudo começou em França onde algumas pessoas compravam e faziam peças para pôr nos seus carros. Normalmente, eram carros de pessoas pobres que não tinham dinheiro para um grande carro e modificavam o carro para dizer que era alguma coisa. Agora tudo é diferente, agora associa-se o tuning a uma coisa luxuosa e rica, em alguns casos. Hoje em dia, principalmente nos Estados Unidos da América, Inglaterra, em França e no Japão é onde há mais tunings.

## Tuningno Brasil
O desenvolvimento da categoria no Brasil teve maior reconhecimento após o lançamento e consagração pública do filme "Velozes e Furiosos". Até então, a personalização dos veículos era limitada, tanto pela pequena variedade de acessórios e equipamentos disponíveis no mercado, quanto pela própria cultura.
Antes da estreia de "Velozes e Furiosos" em 2001, o grande foco eram as competições de som automotivo, sendo a principal tendência automotiva para aqueles que se interessavam por veículos personalizados, e arrancada. Gradualmente, esses admiradores passaram a dispensar uma atenção maior à estética do veículo: rodas, neon, xenon, suspensão e outros acessórios, entravam na composição da nota dos concorrentes em alguns campeonatos de som, enquanto cada vez mais na arrancada os competidores e patrocinadores preocupavam-se, de forma ainda discreta, com a estética de suas máquinas.
O marco da história do tuning no Brasil, que também é o marco mundial da consagração do tuning como vertente cultural e atividade econômica, é realmente o filme "Velozes e Furiosos". Após o filme, revistas especializadas de carros tunados e som automotivo e arrancada passaram a dar destaque não só aos veículos "trio elétrico" ou "preparados", e sim àqueles que tinham características da nova tendência que começava a se consolidar, o carro inteiro preparado. 
Gradativamente, essa tendência foi adquirindo espaço, inicialmente de forma isolada por aficionados por automóveis, que transformavam seus veículos em casa, oficinas e lojas de som, com os acessórios disponíveis no mercado, adesivos, etc.
No filme, o principal alvo de transformações são os automóveis esportivos japoneses, como Mazda RX-7, Mitsubishi Eclipse, Honda Civic e Toyota Supra. Os carros possuíam, além da preparação mecânica, adesivos laterais, asas (aerofólios), néon como iluminação noturna, e visual racing (preparação para corridas). E foi exatamente o visual que mais se destacou nos primeiros automóveis que apareceram no Brasil, pelo fato de ser o que mais chamou atenção.
As principais diferenças com relações ao filme, que poderiam ser considerados uma "regionalização" do estilo do filme, ficaram por conta tanto dos veículos quanto do nível de preparação. No Brasil, boa parte dos automóveis tunados tinha motor de pequena cilindrada, e eram modelos compactos. A realidade de "carros populares" se transformou, pelo menos no início, na realidade do tuning, ao menos para a maioria dos apaixonados por carro. As alterações mecânicas eram poucas, e como a oferta de peças também era pequena, valia a imaginação. Por isso mesmo, vemos carros que em 2001 eram considerados tuning, hoje totalmente defasados, desatualizados. 
Além das mudanças citadas acima, a regionalização do tuning no Brasil gerou um novo fruto: O Lixuning. Trata-se de uma série de modificações bizarras e de mau gosto introduzidas no veículo, longe do equilíbrio estético proporcionado no Tunning. No Lixuning, os carros costumam ser socados ao máximo, ser cobertos de adesivos de "manos vida loka s.a", combinações bizarras de peças como lanterna de Ecosport e farol de Celta em Fusca, rodas orbitais em Palio, entre outras modificações estéticas de gosto duvidoso. É, esse é o Lixuning!
Hoje, o movimento no Brasil tem mais força, atrai mais investimento, e o mercado é crescente. É possível ver Volkswagen Gol, um carro voltado para o mercado nacional e alguns países da América do Sul, Chevrolet Corsa, que não existe nos EUA, mas é presente no mercado e também é alvo do tuning na Europa, até o Nissan 350Z, um esportivo de ponta, japonês, e um dos maiores ícones do mercado atual.
Apesar de serem os esportivos japoneses da década de 90 os precursores do movimento tuning como ele é conhecido hoje, o mercado japonês é mais fechado. O estilo JDM (Japan Domestic Market) não é tão divulgado. Apenas conhecedores do assunto tem contato com ele, sabem o que significa. Enquanto no Japão o estilo consagrado pelo filme "Velozes" evoluiu, e muito, para o resto do mundo as tendências são outras. Por vários motivos. Os esportivos japoneses são pouco exportados. O drift, movimento automobilístico lá consagrado, não é difundido em larga escala. Em contrapartida, vê-se a toda hora clipes de música Black, ou Hip Hop, com carrões americanos, todo o ambiente de ostentação, e suas enormes rodas (o estilo DUB). E é aí que se encontra o Brasil: descobrindo seu próprio caminho em meio às vertentes mundiais. 
Os estilos são variados e aumentam a cada dia. Para o japonês, existem o Vip Style, que são carros de grande porte, luxuosos, não necessariamente muito potentes ou novos, e com suspensão muito baixa, ou o JDM, que tem os carros mais parecidos com os do filme, e voltados em grande parte para o drifting.
Os europeus têm diversos estilos, diferentes de país para país. Alguns países têm projetos semelhantes aos brasileiros, como Espanha e Portugal, Já os adeptos do tuning nos EUA, vêm ditando as regras, graças à qualidade tecnológica, aos grandes investimentos. Mas o principal fator, atualmente, é a ascensão do hip hop na música, que espalha para todo o mundo as imagens do estilo DUB.

### Debate no Congresso Nacional
Em julho de 2017, uma Sugestão Legislativa enviada por um cidadão do Mato Grosso do Sul para o Portal e-Cidadania do Senado Federal pedia a liberação de carros rebaixados. A ideia atingiu 20 mil apoios de outros internautas em setembro do mesmo ano e foi encaminhada para debate na Comissão de Direitos Humanos e Legislação Participativa.
Em dezembro de 2017, a comissão rejeitou a SUG n° 46 de 2017, alegando que a legislação em vigor já contemplava a ideia (arts.. 98 e 106, do Código de Trânsito Brasileiro e Resolução CONTRAN nº 292/2008).

## Tuningem Portugal
O desenvolvimento do tuning em Portugal teve o seu primeiro pico após a publicação on-line de vídeos de corridas ilegais realizados na Ponte Vasco da Gama, onde se podiam ver carros (geralmente Honda Civic e Integra) a circularem a 250Km/h. Mais tarde, o lançamento do filme "Rápidos e Furiosos", trouxe a cultura do tuning até às massas. Até então, existia um mercado muito pequeno de acessórios de tuning, sendo a sua maioria apenas sex shop ou de drogas. Mas, acabou por se dar um boom nesse tipo de cultura, popularizando-se a utilização de jantes especiais e outros acessórios como faróis escurecidos ou do tipo "Lexus". Relativamente ao tuning mecânico, também se viu um grande aumento de utilização de filtros de ar e escapes de rendimento, bem como chips com mapas alterados.
Então, começaram a surgir muitos carros personalizados (coloquialmente chamados carros quitados), com alterações muitas vezes duvidosas como neons, luzes estroboscópicas, portas do tipo Lamborghini, LEDs e neons de tabelier, grandes saias laterais, para-choques de grandes dimensões e rede de galinha, etc. 
Nesta altura deu-se uma ligeira separação entre o tuning mecânico e o tuning estético, uma vez que muitos dos tunes de mecânica não se identificavam com o visual extravagante de algumas preparações, assim como os tuners estéticos não se identificavam com corridas e outras actividades ilegais realizadas pelos tuners mecânicos.
Relativamente aos automóveis utilizados para tuning, verifica-se que os mais apetecidos são os japoneses devido à reconhecida fiabilidade da sua mecânica. Estes automóveis conseguiam excelentes prestações com pequenas alterações mecânicas, sem afectar a sua fiabilidade. Era comum ver vídeos de Civic Type-R a 270Km/h (marcados no velocímetro), a cortar a rotação durante longos quilómetros. Entretanto, este tipo de corridas foi vítima do seu sucesso e a maior repressão policial acabou com as grandes concentrações que se realizavam todos os fins-de-semana por exemplo na Ponte Vasco da Gama.

## O Mercado
Com o tuning adquirindo espaço nas ruas e na mídia, o mercado passou a oferecer maiores opções desde o setor de autopeças e acessórios after-market, até o setor de serviços. Já existem lojas e sites especializados no assunto (e são inúmeros), grandes lojas possuem departamentos voltados para esse público alvo, e os fabricantes têm a preocupação do feedback dos clientes. Pode-se dizer que o tuning é uma atividade mais dinâmica que a preparação de motores, pois as novidades aparecem em ritmo frenético, constante, com novos materiais, ideias, e equipamentos a cada dia.

## OTuninge a Internet
A rapidez do surgimento de novidades no mundo do tuning se deve, em grande parte, à agilidade dos meios de comunicação atuais. É um dos assuntos do mundo automobilístico mais em pauta na Internet. Devido ao fato da grande maioria dos adeptos desse fenômeno serem jovens, faixa etária que condiz com a realidade do uso da internet como meio de comunicação, a interação entre os adeptos é grande. 
Com o tuning, surgiram os clubes e fóruns do assunto na internet, e até mesmo clubes de proprietários de marcas e modelos que já existiam passaram a discutir o assunto e a possuir fóruns específicos e voltados para a personalização e tuning. É comum nesses fóruns a troca de informações e dicas sobre o uso de peças e acessórios, envio de fotos dos carros de cada participante. Dessa forma, cada transformação realizada, e também o know-how, lojas, fornecedores, tudo é disseminado de forma quase instantânea.
Outro fator que impulsiona o mercado, são os eventos, que ocorrem principalmente nas grandes capitais, mas que aos poucos vão tomando conta de todo o pais. Muitas empresas investem nesses eventos, como patrocinadoras, visando atingir um público alvo e seleto que tem possibilidades financeiras para aplicar o Tuning até mesmo em seu próprio carro. Nesses eventos acontecem também campeonatos de Som, Tuning e carros rebaixados, mostrando que o mercado de Personalização está ficando cada vez mais unificado, com isto, surgindo empresas especializadas em realizar estes campeonatos, como por exemplo o, "Velocidade Máxima", "GarageMod", que hoje está enquadrado entre as principais promotoras do Tuning no Brasil.

## Tuningpelo Mundo
- Tuning alemão - dá-se mais importância às alterações mecânicas mas não esquecendo os elementos principais, como as saias laterais, as jantes pequenas e largas com pneus de perfil muito baixo, os para-choques "racing", e a rebaixada suspensão que deixa o carro quase encostando ao chão.
- Tuning francês - é radical, mas neste caso dá-se mais importância às aerografias (vinis e pintura).
- Tuning brasileiro - largos body kits, gigantescas jantes, e uma pintura incluindo os tribais que dão grande estilo ao carro, alterações mecânicas, o nitro, e os neons;
- Tuning português - Quando se pensa no tuning português, pensa-se nos carros da Honda, Subaru e BMW a correrem na Ponte Vasco da Gama a mais de 240km/h. No entanto, isto não tem nada a ver com Tuning, mas sim com Street Racing. No entanto, há uma ligação directa: foram estas corridas de Street Racing, muitas vezes noticiadas nos telejornais que deram notoriedade à preparação dos automóveis. Em Portugal é difícil realizar o Tuning devido à legislação muito repressiva, mas actualmente já se consegue legalizar facilmente quase todas as modificações exceptuando de travões (freios) e amortecedores. Longe vão os dias que era proibido aplicar uma película nos vidros do carro e que era extremamente difícil legalizar umas jantes de medida superior à que vem no livrete do carro. A nível de empresas, contamos com Bypower, Fmania, Tuning Party, UP Tuning, Mais Tuning, etc.
- Tuning Japonês - resume-se a um estilo racing, denominado como JDM (japanese domestic market)